# Volker Bruch
Volker Bruch (ur. 9 marca 1980 w Monachium) – niemiecki aktor filmowy i telewizyjny. W 2008 roku zagrał w nominowanym do Oscara filmie Lektor w reżyserii Stephena Daldry'ego. W 2013 w serialu Nasze matki, nasi ojcowie zagrał pierwszoplanową rolę, wcielając się w postać Wilhelma Wintera. 
W 2017 wcielił się w rolę głównego bohatera serialu Babilon Berlin, Gereona Ratha. 
Jest w związku z aktorką Miriam Stein.